# 최호돌
최호돌은 대한민국의 작품《안녕 자두야》에 등장하는 가공의 인물이다.

## 캐릭터 소개
최자두와 3남매의 아버지로 혈액형은 O형, 사실 젊은 시절 꽤 날건달로 살았다. 그 와중에 난향을 만나 작지만 집도 있다면서 당당하게 청혼해 결혼했는데 사실 쪽방 하나에 가마솥 하나 있던 부엌이 있는 집이라 난향을 기막히게 만들기도 했었다.
자두의 가족 중에 유일하게 북한에 있는 평양시 출신이다.

## 성격
적극적이고 자상한 성격에 가족 중에서 막내인 최승기를 무척 사랑한다. 술을 엄청나게 좋아하여 매일 같이 만취해서 귀가한다. 최자두를 여성스럽게 자라게 하고 싶지만, 전혀 여성스럽지 않은 자두를 보며 결국 눈물을 흘리고 만다. 최자두는 오히려 엄마 김난향과 닮았다. 아들 최승기와 성격이 매우 유사하다. 

### 작중 내역
젊은 시절 꽤 날건달로 살았다. 그 와중에 군대 동기의 집에 놀러 갔다가, 그 동네에서 만난 신여성 김난향과 사랑에 빠진다. "작지만 집도 있다"면서 당당하게 청혼해 결혼했는데, 사실 쪽방 하나에 가마솥 하나 있던 처지라 김난향을 기막히게 만들기도 했다. 애니메이션 한정으로 엄마보다 약한 것도 모자라 바가지까지 긁히던 그 아빠가 아이들 돈을 뜯고 애기 돈까지 뜯으려던 건달들을 때려눕힌 것을 보면, 건달들이 자두와 승기를 건드리려고 하는 순간 나타나서 자두와 승기에게 뒤를 돌아보고 있으라고 한 뒤 아이들 대신 세금을 내라는 건달들을 보고 "그럼 내 아이들을 건드린 대가로 니들이 나한테 세금을 내야겠어"라는 말과 함께 특유의 실눈이 무서운 눈빛으로 변하더니 순식간에 건달들을 제압해버리는 걸 보면 세계관 최강 자두 엄마를 간단하게 제압할 정도의 전투력은 충분히 있으나 맨날 아내 앞에서는 바가지 긁히던 남편으로 나온다. 아이들이 위기에 처하자 과거의 싸움꾼 모습이 드러난 것. 아내보다 약한 게 아니라 다 참는 듯 하다. 지금은 건달짓을 안 하는 이유는, 아내가 건달짓을 하지 말라고 애원했기 때문. 물론 아내가 빡칠때 호돌이 당황을 할 때의 모습은 참는다기 보다는 오히려 겁을 먹은 것에 더 가깝다. 심지어 아내가 화났을 때 개그성 장면이지만 아내의 팔에서 근육도 튀어 나왔던 걸 보면 어지간한 건달들보다도 무서운 사람이었던 모양이다. 
원래 평양 출신이었으나 6.25 전쟁 통에 이남으로 피난 왔다. 이 와중에 헤어진 부친은 병을 얻어 대피소에서 객사한 것을 뒤늦게 알았고, 누나(자두의 고모)와도 헤어져 이산가족이 된 아픈 과거가 있다. 이 아픔은 당연하게도 아직 선명히 남아서, 어린 자두가 "고모가 간첩으로 내려와서 신고하면 우리는 돈도 벌고 아빠는 고모도 보고 좋지 않겠나"며 철없는 소리를 하자, 벌컥 화를 내고 술을 마시며 과거 이야기를 하다가 결국 울었다. 이 모습은 자두 아버지가 진지하게 화내고 우는 정말 몇 안 되는 장면이다. 이 때, 본인들은 죽은 부친의 시체조차 찾지 못했다고 한다. 이 이야기를 들은 자두도 함께 눈물을 흘렸다.
아버지 고향 특산물(냉면 같은 거)에 무엇 무엇이 있느냐는 큰딸 자두의 물음에, 자신 있게 평양 박치기를 들먹이며 3남매에게 전수하기까지 했다. 여담으로 훗날 자두는 집에서 단련한 평양 박치기로, 자기를 괴롭히던 악동의 쌍코피를 터뜨려 응징했다.
애니판 한정으로 요리는 영 못하는 듯 하다. 아내 김난향을 대신해서 가사 일을 했는데, 최자두가 아빠의 요리를 약간만 먹었는데도 "우웩! 왜 이렇게 짜!" 라고 했다. 자신도 먹지 못할 정도. 그 외에도 소풍날에 엄마가 만들어 놓은 김밥을 못 찾아서 아빠가 김밥을 만들어주는데, 문제는 김이(원작에선 김은 있었다.) 없어서 미역으로 대체하고, 속재료로 텃밭에서 자라던 고추와 파를 거의 다듬지도 않고 넣고 그 이외에 어육 소시지를 넣었다. 자두 남매 각자의 성격을 알 수 있는 좋은 사례로 원작과 애니와는 다르다. 애기는 원작과 애니 모두 친구들에게 도저히 못 먹겠다고 말해 친구 것을 얻어왔다. 자두의 경우, 무지 맛있다고 허세를 부리며 먹어 치운 원작과는 달리 애니에서는 초 웰빙 김밥이라고 속여 다른 애들의 김밥이랑 교환했다. 미미는 원작과 애니 모두 창피해서 차마 도시락을 꺼내지도 못한 채 굶었다. 그렇지만 라면은 엄마보다 잘하는 것 같다, 아이들이 아빠가 해준 라면이 엄마 것보다 맛있다고 하는 것을 보면 라면 솜씨는 좋은 듯 하다. 엄마는 사실 아이들의 건강을 위해 물을 더 많이 넣어서 덜 짜게 한 듯 하다.

## 가족 관계

### 할머니
생전에 최호돌을 개똥이라고 불렀다.

### 아버지
작중 시점에선 고인이다. 한국 전쟁으로 인해 대피소로 대피하다 헤어져 질병을 얻고 객사한다.

### 어머니
겉으로는 엄하지만 자상하고 다정하다. 츤데레이며, 손녀(자두)가 아플 때 지극정성으로 보살펴 주셨다. 무섭게 화를 내신 이유는 예절관에서 사감선생님을 해 오셔서 그런 것이다.

### 형
미국 L.A에서 거주 중이다.

### 누나
원작에서만 출연하며 한국 전쟁 피난 당시 헤어 졌다고 한다. 동생 최호돌이 누나에 대해 언급했을 때 자두가 이렇게 말하였다. "고모가 간첩으로 내려오면 우리는 돈도 벌고 아빠는 고모 보고 좋지 않겠느냐." 라고 말하자 아빠는 자두에게 화내면서 울었다.

### 장인어른
작중 시점에선 고인이다. 생전에 최호돌을 만났을 때 술을 권유한 것으로 보아 애주가였던 것으로 보인다. 술을 마시고 다니다가 논두렁에 빠져 익사하였다고 한다.

### 장모님
본명은 김말순이다. 친할머니 댁에 비해 외할머니 댁에 더 자주 간다.

### 김환
처남이다.

### 김지수
처제이다.

### 김난향
아내이다.

### 최자두
장녀이다.

### 최미미
둘째 딸이다.

### 최승기
막내아들이다.

## 같이 보기
- 안녕 자두야